# Giovanni Visconti
Giovanni Visconti (født 13. januar 1983) er en tidligere italiensk professionel cykelrytter. I hjemlandets Giro d'Italia vandt han to etaper i 2013 og bjergkonkurrencen i 2015. Visconti har vundet de italienske mesterskaber i landevejscykling i 2007, 2010 og 2011.